# Limnonectes lauhachindai
Espèce
Limnonectes lauhachindai est une espèce d'amphibiens de la famille des Dicroglossidae.

## Répartition
Cette espèce est endémique de la province d'Ubon Ratchathani en Thaïlande. Elle se rencontre dans les districts de Na Chaluai et de Sirindhorn entre 131 et 160 m d'altitude.

## Étymologie
Cette espèce est nommée en l'honneur de Veerayuth Lauhachinda.

## Publication originale
- Aowphol, Rujirawan, Taksinum, Chuaynkern & Stuart, 2015 : A new caruncle-bearing Limnonectes (Anura: Dicroglossidae) from northeastern Thailand. Zootaxa, no 3956 (2), p. 258–270.